# Almas
Almas este un oraș în Tocantins (TO), Brazilia.